# SRF 1
SRF 1 – szwajcarski kanał telewizyjny, nadawany przez Schweizer Radio und Fernsehen, niemieckojęzyczny oddział publicznego nadawcy SRG SSR. W niemieckojęzycznej części Szwajcarii pełni funkcję programu pierwszego telewizji publicznej. Ramówka ma charakter ogólnotematyczny, ze szczególnym naciskiem na informację, publicystykę, rozrywkę i kulturę. 
Kanał został uruchomiony 1 marca 1953 roku i od tego czasu sześciokrotnie zmieniał nazwy. Obecną nosi od 16 grudnia 2012, wcześniej przez piętnaście lat działał jako SF 1. Jest dostępny w naziemnym przekazie cyfrowym na całym obszarze Szwajcarii, również w kantonach francusko- i włoskojęzycznych. Ponadto można go znaleźć we wszystkich szwajcarskich sieciach kablowych. Jest również transmitowany przez satelitę Eutelsat Hot Bird 13B, przy czym jest to transmisja kodowana, co ma związek z faktem, iż kanał przeznaczony jest wyłącznie na rynek szwajcarski.